# Drägsby

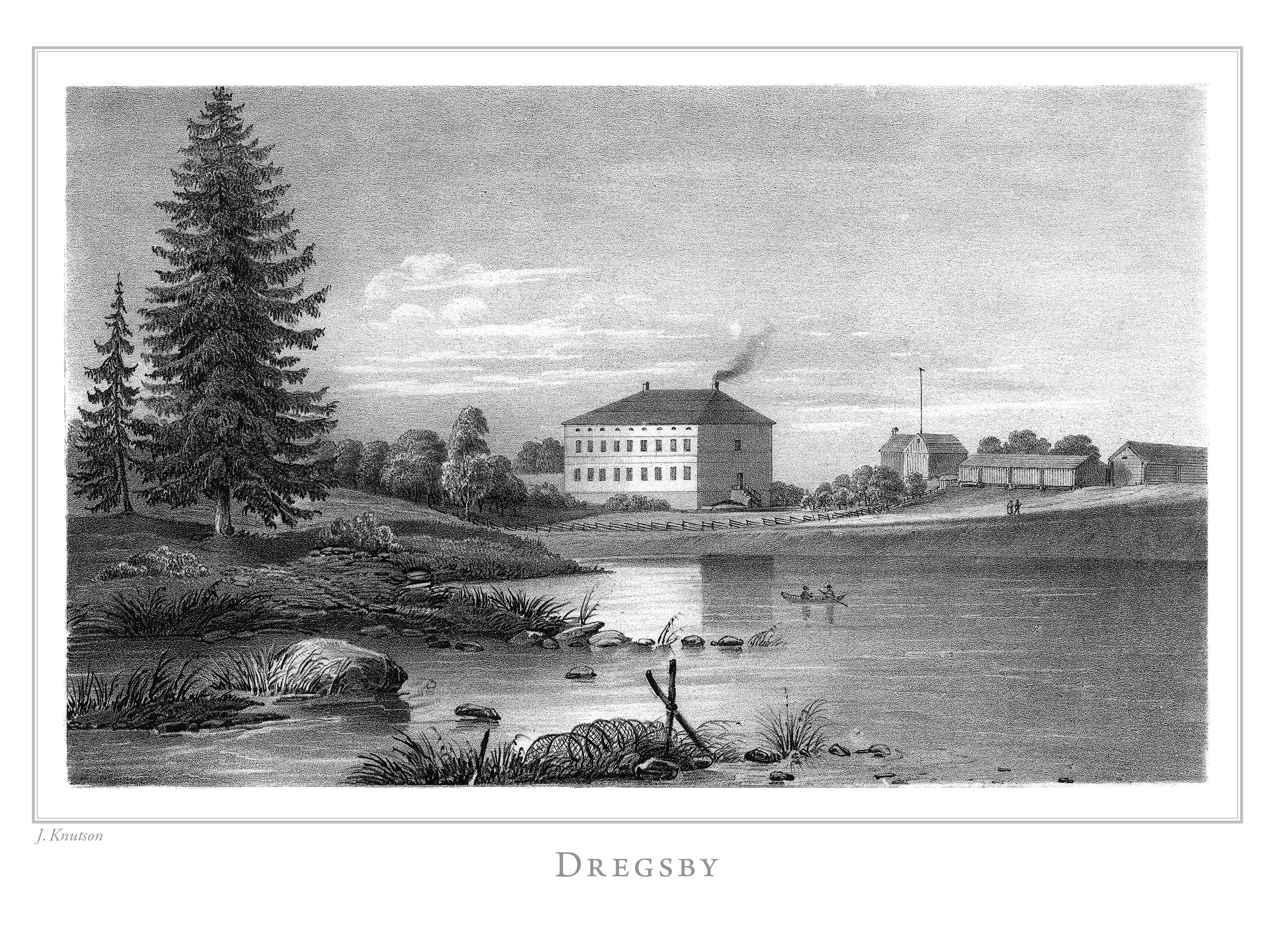
Litografi av Dregsby i Finland framstäldt i teckningar utgiven 1845-1852.

Drägsby [drägs-] (finska Treksilä) är en by och egendom i den före detta kommunen Borgå landskommun (nuvarande staden Borgå), Östra Nyland, Södra Finlands län.